# Delegation (Band)
Delegation war eine britische Musikgruppe aus der Disco-Ära. Ihr Musikstil ist vergleichbar mit dem der Gruppen Chic oder Sister Sledge.

## Bandgeschichte
Delegation wurde 1975 von Ricky Bailey, Len Coley und Roddy Harris in Birmingham, Großbritannien, gegründet. In Zusammenarbeit mit dem Produzenten und Songwriter Ken Gold (von The Real Thing) veröffentlichte die Band einige Singles, z. B. Where Is the Love (We Used to Know), das in der Heimat Platz 22 der Charts erreichte, und You’ve Been Doing Me Wrong, das immerhin noch Position 49 erklomm. 1977 folgte das Album The Promise of Love, das es in die US-amerikanischen Billboard 200 schaffte.
Danach verließ Coley die Band und wurde durch Bruce Dunbar ersetzt. 1979 veröffentlichten Delegation das Album Eau de vie bei Ariola und landeten internationale Hits mit Heartache #9, You and I und Put a Little Love on Me. Letzteres stand 1980 in Deutschland auf Platz 32 der Singlehitparade. Im gleichen Jahr wurde Harris durch Ray Patterson ersetzt. Die Band war nun mit dem Album Delegation nicht mehr so erfolgreich.
1981 erschien Delegation II, Deuces High wurde 1982 veröffentlicht. Beide waren in Europa noch mäßig erfolgreich, floppten jedoch in den USA. 1984 verließ Dunbar die Band und wurde durch Kathy Bryant ersetzt. Die Gruppe nahm noch einige Singles auf, die fast ausnahmslos floppten. It’s Your Turn, das bei Epic erschien, war in Frankreich erfolgreich, im Vereinigten Königreich belegte der Song lediglich Platz 94. The Mix, eine Zusammenstellung ihrer 5 größten Hits, wurde bei Scorpio Records verlegt und floppte 1989.
Mitte der 1990er Jahre gründeten Bailey und Gold zusammen Euro-Jam Records und veröffentlichten Kompilationen mit alten Hits. Die wieder vereinigte Band veröffentlichte 1996 ihr letztes Album, Encore, in Europa.

## Samples
Die Hits von Delegation sind die Grundlage für viele Samples und Coverversionen. Unter anderem wurde Heartache #9 von Phats & Small in Tonite aus dem Jahre 2000 und von Alcazar für den Song Start the Fire (2004) verwendet.

## Diskografie

### Alben
- 1977: The Promise of Love
- 1979: Eau de vie
- 1980: Delegation
- 1981: Delegation II
- 1982: Deuces High
- 1988: Where Is the Love
- 1995: Encore

### Kompilationen
- 1989: The Mix
- 1989: Best of Delegation
- 1995: The Classic Collection
- 1996: Best of Delegation
- 2000: Collection
- 2002: Remix Collection
- 2006: Golden Classics

### Singles
- 1976: The Promise of Love
- 1977: Where Is the Love (We Used to Know)
- 1977: You’ve Been Doing Me Wrong
- 1978: Oh Honey
- 1978: Honey I’m Rich
- 1978: Someone Oughta Write a Song (About You Baby)
- 1979: Heartache No. 9
- 1979: Put a Little Love on Me
- 1979: Darlin’ (I Think About You)
- 1979: You and I
- 1980: Welcome to My World
- 1980: In the Night
- 1981: I Wantcha’ Back
- 1981: Singing / Twelfth House
- 1981: In Love’s Time
- 1982: Gonna Bring the House Down
- 1983: It’s Your Turn
- 1985: Thanks to You
- 1989: The Mix (feat. Ricky Bailey)
- 1990: Darlin’ (I Think About You) – The 1990 Mix
- 1993: Wanna Be the Winner
- 1995: Call Me / You and I Remix
- 1995: Can’t Let You Go (Remix)
- 1996: In the Night Remix ’96
- 1997: Bad Luck
- 1998: Searching (feat. Ricky Bailey)
- 2001: One More Step to Take (The Remixes)
- 2014: Heartache No. 9 (Disco Remix) / You and I (Long Version)